# Białostoczek (gmina)
Białostoczek (ros. Белосточанская волость; od 1944 Bacieczki) – dawna gmina wiejska istniejąca w latach 1861–1944 na Białostocczyźnie. Jej siedzibą od samego początku była wieś Bacieczki. Nazwa gminy pochodzi od Białostoczka, który leżał na jej obszarze aż do włączenia do Białegostoku w 1919 roku.

## Imperium Rosyjskie (1861–1915)
Gmina zbiorowa Białostoczek z siedzibą w Bacieczkach powstała w wyniku reformy struktur administracyjnych państwa rosyjskiego w 1861 roku. Była częścią powiatu białostockiego należącego (od 1843) do guberni grodzieńskiej. W 1890 roku gmina Białostoczek obejmowała 48 wsi i zamieszkiwało ją 7188 osób.

## I wojna światowa (1915–1919)
Podczas I wojny światowej (1915–1919) gmina wraz z powiatem białostockim należała do okupowanego przez Niemcy Ober-Ostu (w latach 1915–1916 w okręgu Białystok, a 1916–1918 w okręgu Białystok-Grodno) oraz do Królestwa Litwy (1918). W sierpniu 1919 przeszła pod administrację polską.

## II Rzeczpospolita (1919–1939)
Po odrodzeniu państwa polskiego gmina należała do powiatu białostockiego w woj. białostockim.
28 czerwca 1919 z gminy Białostoczek wyłączono m.in. Białostoczek, włączając go do Białegostoku. Zmianę te zatwierdzono w Monitorze Polskim z 30 września 1919, gdzie zatwierdzono także wyłączenie z gminy Białostoczek miejscowości Starosielce, nadając jej status miasta. Według Powszechnego Spisu Ludności z 1921 roku w skład gminy Białostoczek wchodziły wsie: Bacieczki, Fasty, Horodniany, Hryniewicze, Ignatki, Jurowce, Klepacze, Krupniki, Lence, Łyski, Porosły, Sielachowskie, Usowicze, Zawady. Folwarki: Ignatki, Jurowce. Osada: Turczyn. Kolonie: Bacieczki, Grabek, Jurowce, Księżyn, osada fabryczna: Dobrzyniewo Fabryczne i osada młyńska: Lence. Gminę zamieszkiwało wówczas 3826 osób, wśród których 2974 było wyznania rzymskokatolickiego, 758 prawosławnego, a 94 ewangelickiego. Jednocześnie 3.729 mieszkańców zadeklarowało polską przynależność narodową, 67 białoruską, 28 niemiecką, a 2 rosyjską. W gminie było 674 budynków mieszkalnych.
16 października 1933 gminę Białostoczek podzielono na 21 gromad: Bacieczki, Bacieczki-Kolonia, Dobrzyniewo Fabryczne, Fasty, Horodniany, Hryniewicze, Ignatki, Jurowce, Jurowce-Kolonia, Kleosin, Klepacze, Korycin, Krupniki, Księżyno, Księżyno-Wieś (kolonia), Lence, Łyski, Osowicze, Porosły, Sielachowskie i Zawady.

## II wojna światowa (1939–1944)
Podczas II wojny światowej, w 1944 roku, gminę Białostoczek przekształcono w gminę Bacieczki.